# Torre dell'Alto
Torre Santa Maria dell'Alto, o semplicemente Torre dell'Alto, è una torre costiera del Salento situata nel comune di Nardò e ricadente nel Parco di Porto Selvaggio e Palude del Capitano.

## Storia
La torre venne eretta nella seconda metà del XVI secolo con funzioni difensive su progetto del viceré spagnolo Don Pietro da Toledo che redasse un sistema di controllo delle coste della penisola salentina. Venne finita di costruire già nel 1569 dal mastro neretino Angelo Spalletta.

## Caratteristiche
Posta a 51 m s.l.m., su uno sperone roccioso a strapiombo sul mare, la costruzione presenta un basamento troncopiramidale a pianta quadrata, leggermente scarpato, separato dal corpo superiore da una cornice marcapiano. Il piano superiore, dotato di porta d'accesso, termina con una cornice a beccatelli ed è provvisto di merli e di dieci piombatoie distribuite su tutti e quattro i lati. Una grande scalinata in tufo a tre arcate permette l'accesso.
L'interno, costituito da due ambienti sovrapposti, è provvisto di cisterna per l'approvvigionamento dell'acqua; il piano terra era adibito al deposito delle scorte, il primo piano, diviso in quattro ambienti, era utilizzato come abitazione dei cavallari (così venivano chiamate le guardie che presidiavano la torre e in che in caso di eventuali arrivi di pirati lo segnalavano ai paesi dell'entroterra utilizzando il cavallo).
Comunicava a nord con Torre Uluzzo e a sud con Torre Santa Caterina.

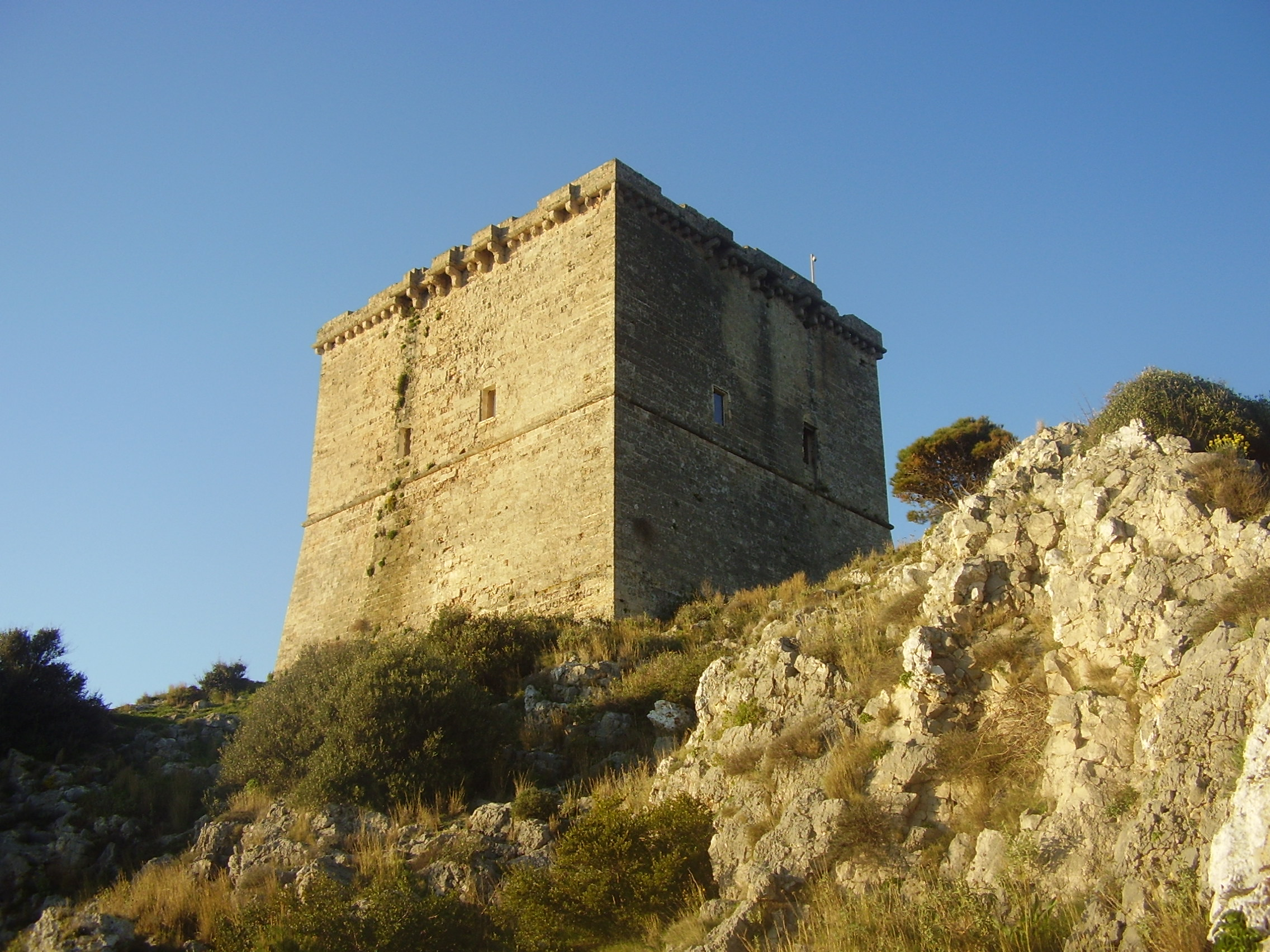
Torre dell'Alto
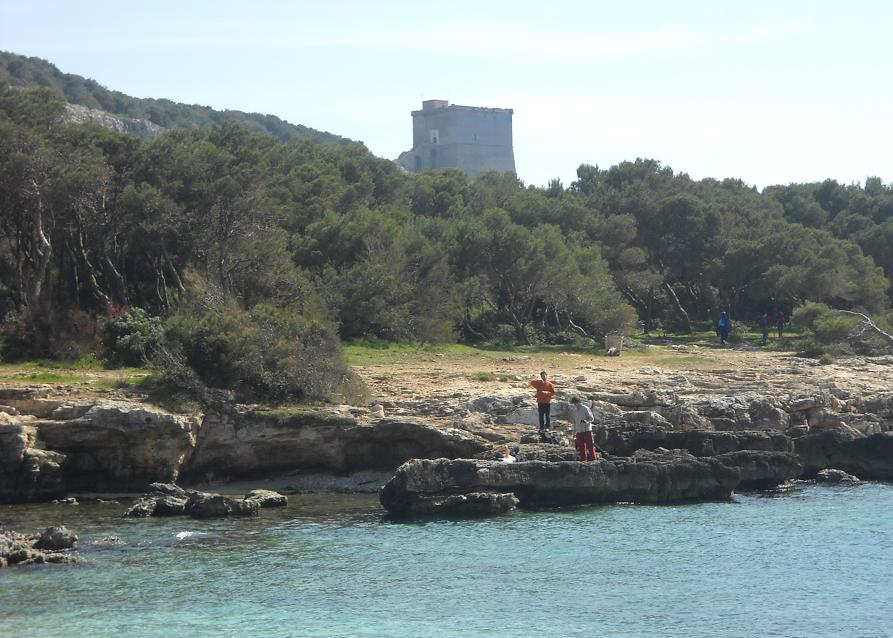
Torre dell'Alto vista dalla baia di Porto Selvaggio